# Zij droeg die nacht een paars corset
Zij droeg die nacht een paars corset is een misdaadroman uit 1967 van Rinus Ferdinandusse.

## Verhaal
Een groepje rechtse, nationalistisch gezinde Nederlanders beraamt op de trouwdag van Beatrix en Claus een aanslag op de Gouden Koets, teneinde het Nederlandse volk meer Oranjegezind te maken. Een stuntelige Amsterdamse journalist raakt door zijn af-en-aan vriendin in dit complot verwikkeld. Hij beleeft daarbij soms hachelijke avonturen, die hem over de Veluwe naar een nachtclub bij Maastricht voeren. Uiteindelijk blijkt de Binnenlandse Veiligheidsdienst (BVD) alles onder controle te hebben.

## Historie en vormgeving
Prinses Beatrix' huwelijk met de Duitse diplomaat Claus von Amsberg veroorzaakte in het Nederland van 1965-'66 behoorlijk veel commotie, vanwege de toen nog sterke anti-Duitse gevoelens uit de Tweede Wereldoorlog. Zo ontploften op 10 maart 1966, direct na hun huwelijksvoltrekking, in de Amsterdamse Raadhuisstraat rookbommen bij de Gouden Koets die het bruidspaar vervoerde.
Schrijver Ferdinandusse baseert zijn plot op dit gebeuren, en geeft de sfeer ervan met een humoristische ondertoon weer.